# Klaus Riedemann
Klaus W. Riedemann (* 2. Mai 1935 in Hamburg; † 20. März 2017) war ein deutscher Schulleiter,  SPD-Politiker und  Abgeordneter der Hamburgischen Bürgerschaft.

## Leben
Nach dem Abitur am Gymnasium Kaiser-Friedrich-Ufer in Hamburg-Eimsbüttel studierte Klaus Riedemann an der Hamburger Universität Erziehungswissenschaften und Sport. 1959 wurde er Volks- und Realschullehrer im Hamburger Schuldienst, stieg zum stellvertretenden Schulleiter auf und wurde später Schulleiter der Schule Lämmersieth. Er war verheiratet und hatte zwei Kinder. Er starb im März 2017.

## Politik
Riedemann trat in die SPD ein. Er wurde von den Mitgliedern in verschiedene Funktionen gewählt, unter anderem als Vorsitzender des Ortsvereins (Distrikts) Eimsbüttel-Nord und in den Kreisvorstand. Von 1966 bis 1970 war er Mitglied der Bezirksversammlung Hamburg-Eimsbüttel. 1970 wurde er Abgeordneter der Hamburgischen Bürgerschaft. Er arbeitete bis 1986 vor allem im Eingabenausschuss, im Verkehrsausschuss und im Parlamentarischen Untersuchungsausschuss Neue Heimat mit.